# بریساگو-والتراوالیا
بریساگو-والتراوالیا (به ایتالیایی: Brissago-Valtravaglia) یک کومونه در ایتالیا است که در استان وارزه واقع شده‌است.

## خصوصیات
بریساگو-والتراوالیا ۶٫۳ کیلومترمربع مساحت و ۱٬۱۹۳ نفر جمعیت دارد و ۴۲۹ متر بالاتر از سطح دریا واقع شده‌است.